# Daniela Dejori
Daniela Dejori (* 1. August 2002 in Brixen) ist eine italienische nordische Kombiniererin.

## Werdegang
Dejori, die für den SC Gröden startet, gab ihr internationales Debüt im Rahmen des Schüler-Grand-Prix im August 2014 in Oberstdorf. Ihre erste Podestplatzierung erreichte sie im Januar 2018 als Dritte beim Alpencup-Wettbewerb in Schonach. In der Saison 2018/19 gewann Dejori die Gesamtwertung des Alpencups der Nordischen Kombination. Da die Sprungdurchgänge in die Wettbewerbe des Skisprung-Alpencups integriert sind, trat sie auch im Skispringen an und belegte dabei den 20. Platz in der Gesamtwertung. Unter anderem daran ist erkennbar, dass ihre stärkere Disziplin der Skilanglauf ist. Bei den Nordischen Junioren-Skiweltmeisterschaften in Lahti belegte Dejori beim erstmals ausgetragenen Juniorinnenwettkampf in der Kombination den sechsten Rang. Darüber hinaus trat sie im Spezialspringen an, wobei sie den 41. Platz im Einzel sowie den siebten Rang mit dem Team erreichte.
Am 25. August 2019 debütierte Dejori in Oberwiesenthal im Grand Prix der Nordischen Kombination 2019. Dabei belegte sie auf Anhieb den neunten Platz. In der Grand-Prix-Gesamtwertung wurde sie Achte. Mitte Dezember 2019 ging sie erstmals im Continental Cup an den Start. Dabei erreichte sie in Park City mit dem fünften und vierten Rang Top-Platzierungen auf höchstem Niveau. Bei den Olympischen Jugend-Winterspielen 2020 in Lausanne belegte Dejori den zehnten Rang. Nach weiteren Punktgewinnen im Continental Cup in Rena und Eisenerz nahm Dejori erneut an Nordischen Junioren-Skiweltmeisterschaften teil. Mit Rang 23 im Gundersen Einzel sowie dem fünften Platz mit dem Mixed-Team blieb sie auch in Oberwiesenthal ohne Medaille. Ihre erste Saison schloss sie auf dem zehnten Platz in der Continental-Cup-Gesamtwertung ab.
Am 18. Dezember 2020 nahm sie am historisch ersten Weltcup-Wettbewerb in der Ramsau am Dachstein teil und belegte dabei den zwölften Platz. Nach einer mehrwöchigen Wettkampfpause standen vom 22. bis 24. Januar 2021 in Eisenerz die ersten Continental-Cup-Wettbewerbe der Saison an. Dabei belegte sie die Ränge zehn, 13 und 14. Wenige Wochen später reiste Dejori erneut zu den Nordischen Junioren-Skiweltmeisterschaften nach Lahti, wo sie im Einzel den sechsten Rang belegte. Darüber hinaus gewann sie gemeinsam mit Iacopo Bortolas, Annika Sieff und Domenico Mariotti mit rund 1,6 Sekunden Vorsprung auf Deutschland die Bronzemedaille im Mixed-Team. Bei den Nordischen Skiweltmeisterschaften 2021 in Oberstdorf ging Dejori nach dem Sprunglauf mit einem Rückstand von 75 Sekunden auf die Führende auf die Loipe. Mit der siebtbesten Laufzeit gelang es ihr, sich um zwei Ränge zu verbessern und schließlich den siebten Platz zu belegen.
Am 18. Februar 2023 belegte sie in Rena beim Premierenrennen des Super Sprints im Continental Cup den zweiten Platz. Wenige Stunden später gewann sie ihren ersten Continental-Cup-Wettbewerb im Gundersen Einzel. Eine Woche später lief Dejori bei den Nordischen Skiweltmeisterschaften 2023 in Planica auf Rang 18.

## Erfolge

### Continental-Cup-Siege im Einzel
| Nr. | Datum            | Ort  | Disziplin               |
| --- | ---------------- | ---- | ----------------------- |
| 1.  | 18. Februar 2022 | Rena | Gundersen Normalschanze |

## Statistik

### Platzierungen bei Weltmeisterschaften
| Jahr und Ort    | Wettbewerb | Wettbewerb  | Wettbewerb |
| Jahr und Ort    | Gundersen  | Massenstart | Mixed-Team |
| --------------- | ---------- | ----------- | ---------- |
| 2021 Oberstdorf | 07.        | —           | —          |
| 2023 Planica    | 18.        | —           | —          |
| 2025 Trondheim  |            | 27.         |            |

### Weltcup-Platzierungen
| Saison  | Platz | Punkte |
| ------- | ----- | ------ |
| 2020/21 | 12.   | 022    |
| 2021/22 | 22.   | 057    |
| 2022/23 | 21.   | 092    |
| 2023/24 | 11.   | 569    |

### Grand-Prix-Platzierungen
| Saison | Platz | Punkte |
| ------ | ----- | ------ |
| 2019   | 08.   | 111    |
| 2022   | 10.   | 109    |

### Continental-Cup-Platzierungen
| Saison  | Platz | Punkte |
| ------- | ----- | ------ |
| 2019/20 | 10.   | 207    |
| 2020/21 | 24.   | 064    |
| 2021/22 | 32.   | 020    |
| 2022/23 | 04.   | 260    |
| 2023/24 | 03.   | 390    |